# Мньов
Мньов — село в Україні,у Михайло-Коцюбинській селищній громаді Чернігівського району Чернігівської області. До 2018 орган місцевого самоврядування — Мньовська сільська рада.
Населення становить 621 особа.

## Історія
Після Любецького з'їзду 1097 року придніпровські землі одержав у володіння і оселився там Святослав-Панкратій Давидович Чернігівський, син чернігівського князя Давида Святославича, правнук Ярослава Мудрого.
Село Мньов вперше згадується у писемних джерелах під 1712 р. У виданні «Архив Юго-Западной России» йдеться про те, що грамотою 1712 р. за Києво-Печерською лаврою закріпляється село Мньов. Чернігівський історик-краєзнавець Андрій Курданов називає іншу дату — 1523 р. Він обґрунтовує свою точку зору документом, датованим цим роком, щодо території Любецького повіту, до складу якого тоді входило село Мньов. Ґрунти та його поселенці дійсно належали Києво-Печерському монастиреві.
Інші краєзнавці схильні до того, що село бере початок з 1552 року, згідно з описом Чорнобильського замку, де відомості про село вкладаються у вираз «Мниво 6 чел.» Звідси й назва поселення.
У Філарета Гумілевського знаходимо цікаві відомості про річку Видру, котра впадала у Дніпро коло Мньова. Її витоки ведуть до круглого високого насипу землі Вершина поблизу Неданчич. Старі козаки розповідали, що тут колись була митниця. По повноводній Видрі ходили судна з багатим товаром. Вивантажували його на митниці. Звідти сухопутним шляхом доставляли у Любеч. Козаки казали, що Любеч колись був великим містом. «Рассказ о Выдре и таможне, — писав Гумілевський, — оправдывается тем, что в недавние годы жители с. Мнева и Неданчичей вытаскивали из Выдры доски плавных суден. Ныне Выдра — болото, на нем косят траву, ходит скот. Таково последствие опустошения лесов!».
За Генеральним описом Лівобережної України 1765—1769 рр. Мньов — територіальна одиниця Любецької сотні Чернігівського полку. З утворенням Пакульської волості Чернігівського повіту Чернігівського намісництва село увійшло до її складу.
За даними на 1859 рік у козацькому й власницькому селі Чернігівського повіту Чернігівської губернії мешкало 948 осіб (437 чоловічої статі та 511 — жіночої) налічувалось 193 дворових господарств, православна церква.
Станом на 1886 у колишньому державному селі Пакульської волості мешкало 628 осіб, налічувалось 155 дворових господарств, існували православна церква, 2 постоялих будинки, 5 вітряних млинів, маслобійний завод.
У 1890 р. на х. Хропатому поблизу Мньова знайдено скарб: 233 срібні австрійські, данські, польські і пруські монети XVII ст.
За переписом 1897 року кількість мешканців зросла до 1020 осіб (507 чоловічої статі та 513 — жіночої), з яких 1018 — православної віри.
12 червня 2020 року, відповідно до розпорядження Кабінету Міністрів України № 730-р «Про визначення адміністративних центрів та затвердження територій територіальних громад Чернігівської області», увійшло до складу Михайло-Коцюбинської селищної громади.
19 липня 2020 року, в результаті адміністративно-територіальної реформи та ліквідації Чернігівського району (1923—2020) Чернігівської області, увійшло до складу новоутвореного Чернігівського району.